# Fahaka
Fahaka (Tetraodon lineatus) är en fiskart som beskrevs av Carl von Linné 1758. Fahaka ingår i släktet Tetraodon och familjen blåsfiskar. IUCN kategoriserar arten globalt som livskraftig. Inga underarter finns listade i Catalogue of Life.